# Vincent (Roman)

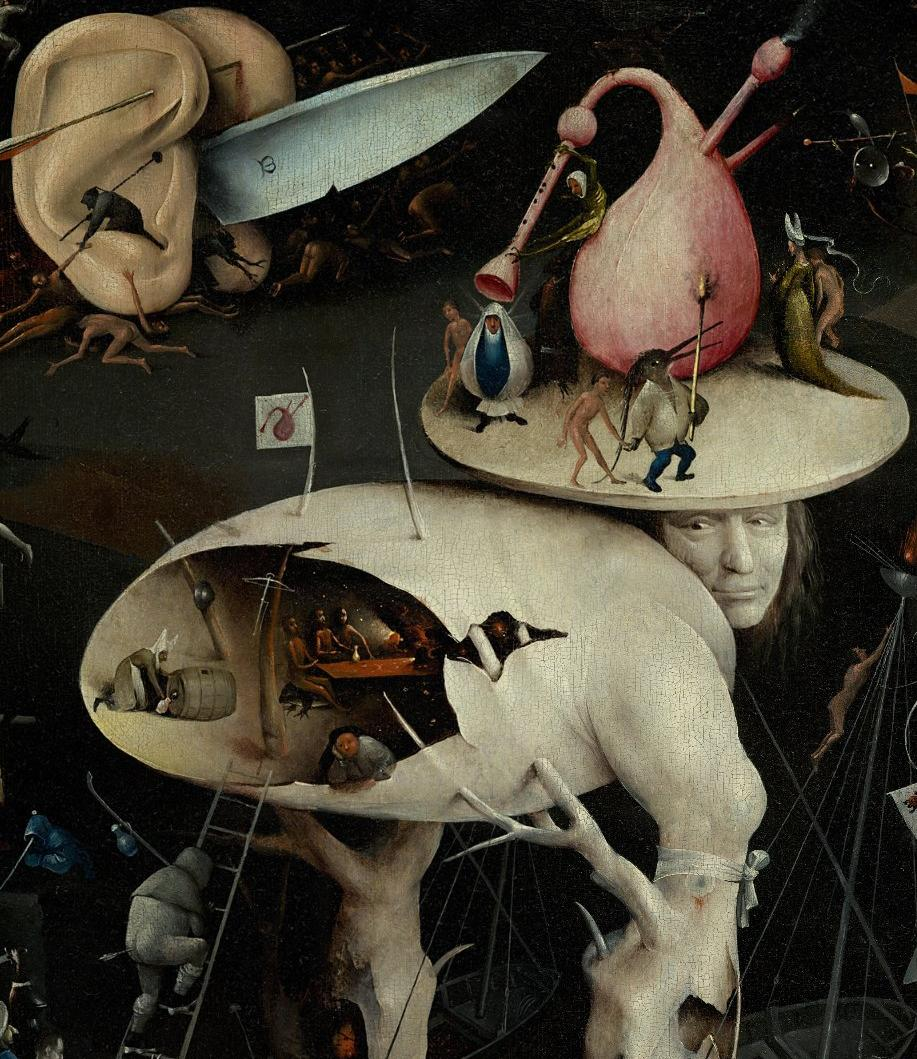
„Der Baummensch“, Detail aus dem Garten der Lüste, das für den englischen Buchumschlag verwendet wurde

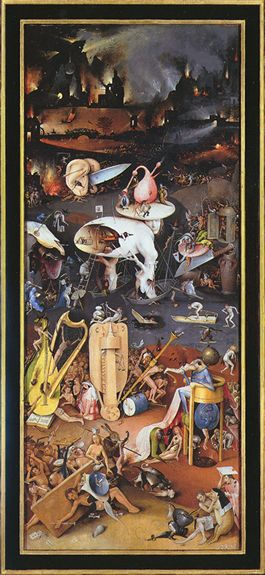
Triptychon „Der Garten der Lüste“: rechte Tafel (Innenseite)

Vincent ist ein Roman des US-amerikanischen Schriftstellers Joey Goebel, der im englischsprachigen Original als Torture the Artist 2004 veröffentlicht wurde und 2005 in deutscher Übersetzung von Hans M. Herzog und Matthias Jendis im Diogenes Verlag erschien.

## Inhalt

### Zusammenfassung
Erzählt wird die Geschichte des Protagonisten Vincent, eines Wunderkindes, dessen Talent von der Organisation „New Renaissance“ gefördert wird und dafür eingesetzt werden soll, die in der modernen Unterhaltung vorherrschende Flachheit und Dummheit mit qualitativ hochwertigen Werken zu untergraben und ihr so zu einer Renaissance, sprich Wiedergeburt, zu verhelfen. Um dies zu erreichen, wird Vincent von der Organisation „New Renaissance“ der Manager Harlan Eiffler zugewiesen, der, von der These ausgehend, dass der Künstler nur durch Isolation und Leid inspiriert bleibt, Vincents Umfeld manipuliert.

### Handlung
Foster Lipowitz ist ein reicher, alter, allerdings todkranker Medientycoon und liegt im Sterben. Erst jetzt erkennt er, dass er die Medien und somit die Menschheit mit unsinniger und seichter Unterhaltung überschüttet hat. Für die letzten Jahre seines Lebens hat er sich vorgenommen, noch einmal ‚richtige’ Unterhaltung zu schaffen und den Menschen etwas Anspruchsvolles zu geben.
Um diese Vision umzusetzen, gründet er eine Akademie für hochbegabte Kinder, die speziell ihren Begabungen entsprechend für verschiedene Massenmediensektoren ausgebildet werden. Denn Lipowitz geht davon aus, dass sich über die „neuen“ Massenmedien wie Musik, Kino und Fernsehen mehr Menschen erreichen lassen als über die „klassischen“ Medien wie Malerei. Einer weiteren These Lipowitz' nach kann „Der Künstler“ nur dann unsterbliche, tiefsinnige Kunst schaffen, wenn er unglücklich ist. So entsteht das „Projekt Leidender Künstler“, bei dem es sich eigentlich um ein Experiment zur Untermauerung Lipowitz' These handelt.
Unter den vielen talentierten Schülern der Akademie wird Vincent für das „Projekt Leidender Künstler“ ausgewählt, weil er in verschiedenen Bereichen großes Potenzial zeigt und schon eine depressive Grundeinstellung hat. Das Projekt wird vor der Öffentlichkeit geheim gehalten, da diese Idee moralisch schwer vertretbar ist.
Harlan Eiffler, der zugleich Vincents Manager und sein „Beschützer“ ist, also gleichzeitig für seinen beruflichen Erfolg und seine private Misere sorgt, formuliert es in einem Brief, den er betrunken dem siebenjährigen Vincent schreibt, folgendermaßen:
„Wir werden Dir geben, was du brauchst, aber versagen, was Du willst. Wir werden dafür sorgen, dass alles, was Du für Dein Glück brauchst, knapp außerhalb Deiner Reichweite bleibt. Solltest Du aus Versehen ein Glücksgefühl verspüren, dann halte es fest, mit aller Macht. Genieße es, so lange Du kannst, denn es bleibt garantiert nur ein kurzes Vergnügen.“
Vincent stellt sich schnell als der beste Schüler heraus und wird dementsprechend „gefördert“. So werden nach der Reihe Personen, die Vincent wichtig sind, ihn enttäuschen oder ihn verlassen. Anfangs stirbt Vincents Hund, später werden seine Freundinnen bezahlt, um ihn zu verlassen. Die Frau, die ihm jedoch am meisten Leid zufügt, ist seine Mutter. Sie hält den Druck nicht mehr aus, ihren Sohn Tag für Tag anzulügen, sie weiß vom Ziel der New Renaissance und verlässt ihn und seine Geschwister. Schnell entwickelt sich sein Manager Harlan zu Vincents bestem Freund und einer Art Vaterfigur für ihn, der ihm immer zur Seite steht. Währenddessen hat Vincent genug schlechte Erfahrungen gemacht, um Drehbücher für Sitcoms, einige Bücher und Liedtexte zu verfassen. Mit zunehmendem Alter wird Vincent immer berühmter, den Verlust seiner Mutter entschädigt der Erfolg jedoch nicht.
Erst Jahre später, auf einer Party, trifft Vincent seine Mutter wieder, die ihm alles erzählt. Für Vincent bricht damit seine Welt zusammen, da sie seit 16 Jahren von Harlan manipuliert wurde.
Der neue Leiter von New Renaissance, Drew Promps, erfährt davon, dass Vincents Mutter ihrem Sohn vom „Projekt Leidender Künstler“ berichtet hat. Als sie am nächsten Morgen von Vincent in ihrer Wohnung erschossen aufgefunden wird, ist davon auszugehen, dass New Renaissance sie hat umbringen lassen, weil sie den Vertrag, der sie dazu verpflichtete, über das Projekt Stillschweigen zu bewahren, gebrochen hat.
Nun sind auch Vincent und Harlan in Gefahr, ins Visier der Organisation zu geraten, wenn sie zum Beispiel bei der Polizei gegen New Renaissance aussagen.
Harlan begründet sein Handeln damit, dass Vincent ein einzigartiger Mensch ist. Er leidet aber hinterlässt der Nachwelt Kunst, die unzählige Leute ergreift und beeindruckt. Dafür sei es in Ordnung, einen einzelnen Menschen leiden zu lassen. Gerade als Harlan glaubt, Vincent hätte ihm verziehen, erwischt er ihn mit seiner Frau im Bett. Harlan flüchtet und sieht sie beide mehrere Jahre nicht.
Am Ende des Buches begegnet er Vincent wieder, der nun eine kleine Tochter hat, und sie verzeihen einander.

## Ausgabe
- Vincent. Übersetzung von Hans M. Herzog und Matthias Jendis, Diogenes 2005. ISBN 3-257-06485-3

## Analyse
Das Buch ist in drei Teile zu je vier Kapiteln gegliedert. Teil eins beschreibt Vincents Kindheit, in der seine Mutter ihn verlässt; der zweite Teil des Buches behandelt Vincents Jugend, die von unglücklichen Beziehungen überschattet ist; der dritte Teil beschäftigt sich mit Vincents Erwachsenendasein.
Die Kapitel tragen die Namen von Frauen, die in den jeweiligen Kapiteln Vincent Leid zufügen, und ihm damit Anregungen für sein Schaffen gegeben hat. Rachel, Harlans Jugendliebe, deren Name das erste Kapitel trägt, lernt Vincent zwar nie kennen, sie hat jedoch großen Einfluss auf seinen Lebens- und Leidensweg. Rachel brach Harlans Herz, was für ihn der größte psychische Schmerz war, den er jemals erlebte. Durch diese Erfahrung hält Harlan es für den effektivsten Weg, Vincent Leid über Frauen zuzufügen. Im letzten Kapitel hat Vincent mit seiner Tochter Norma Jean eine weibliche Person gefunden, die ihn nicht verletzt.

## Interpretation
Das Buch übt Kritik an der heutigen Popmusik, dem Fernsehen, dem Radio, überhaupt der heutigen Unterhaltung. Im Buch wird diese als seicht, anspruchslos und von Sex geprägt dargestellt. Es bleibt fraglich, ob ein Künstler wirklich besser schaffen kann, wenn ihm Leid zugefügt wird, und er unglücklich ist. Weder Harlan noch Vincent selbst kommen am Ende zu einer endgültigen Lösung der Frage, ob wahre Kunst nur von einem verzweifelten und unglücklichen Künstler geschaffen werden kann.
In dem Roman wird – vor allem durch Foster Lipowitz und Harlan Eiffler – deutlich, wie viel Macht und Einfluss manche Menschen haben und diesen ausnutzen können.

## Rezension
In der englischsprachigen Kritik wurde das Werk überwiegend positiv aufgenommen, seine überbordende Phantasie bei der Beschreibung der Medienauswüchse der Vermarktung von Kunst und sein Mut zur drastischen Darstellung gelobt:
- „Whatever it is, Goebel's got the goods on it, and he's not afraid to dig deep into the vast vapidity under which we now live in order to deliver 'em“. - „Wie auch immer es sein mag, Goebel bringt es auf den Punkt und er hat keine Angst davor tief in die große Banalität einzutauchen, in der wir nun leben, um es zu tun“.[1]
- „Goebel takes his strange characters on Mr. Toad's Wild Ride through a world filled with a strange brew of cynicism, satire, humor and real affection, a bizarre combination of imagination, artifice and insanity. A cross between Boogie Nights, Taxi Driver and Quentin Tarantino's limbic brain, the storyline mixes the world of celebrity excess with the misinterpretation of true creativity, morphing into a strange amalgam of modern day success in an ever-growing retail market. If this is the future, and it may be, seat belts are required“. - „Goebel nimmt seine merkwürdigen Charaktere auf Mr. Kröterichs wilden Ritt durch eine Welt, die angefüllt ist mit einem skurrilen Gebräu aus Zynismus, Satire und realer Zuneigung, eine bizarre Kombination von Einbildung, Künstlichkeit und Wahnsinn. Eine Kreuzung zwischen Boogie Nights, Taxi Driver und Quentin Tarantinos limbischen System, ist die Geschichte vermischt mit der Welt der Starexzesse und der Missinterpretation von wahrer Kreativität, und zusammengeschmolzen in einer merkwürdigen Legierung des modernen Erfolgs auf einem stetig wachsenden freien Markt. Wenn das die Zukunft ist, und es mag so sein, benötigt man einen Sicherheitsgurt“.[2]
- „If Joey Goebel does indeed have his own professional torturer, then give that man a raise“. - „Falls Joey Goebel tatsächlich seinen eigenen professionellen Folterer besitzt, sollte man dem Mann eine Gehaltserhöhung geben.“[3]

## Auszeichnungen
- 2006: Sonderpreis Jury der jungen Leser
- Die Kieler Band Tequila & the Sunrise Gang veröffentlichte 2012 den Titel Moon of Kansas City, welches inhaltlich auf Goebels Roman basiert[4]